# Орден Национального героя (Грузия)
Орден Национального героя (груз. ეროვნული გმირის ორდენი) — высшая государственная награда Грузии, был учреждён решением Парламента Грузии № 218 от 24 июня 2004 года для награждения за выдающиеся и героические действия на благо Грузии. С присвоением звания «Национального героя Грузии» вручается орден Национального героя Грузии.

## Положение о награде
Звание Национального героя является наиболее почётным государственным званием в Грузии, которое присуждается за выдающиеся, героические действия. Вместе со званием Национального героя Грузии вручается орден Национального героя Грузии.

Награждённому орденом Национального героя Грузии вручается денежная премия в размере 500 минимальных зарплат.

## Награждённые
1. Жиули Шартава — грузинский государственный деятель, председатель Совета министров Абхазии, (26 августа 2004, посмертно)[2][3].
2. Заза Дамения — капрал, (26 августа 2004, посмертно)[2][3].
3. Джон Маккейн — старший сенатор США от штата Аризона, (11 января 2010 года) [4].
4. Лех Качиньский — президент Польши (2005—2010), (10 апреля 2010, посмертно) [5].
5. Кайхосро (Какуца) Чолокашвили — грузинский князь (2013 год, посмертно)[6]
6. Георгий Квинитадзе — главнокомандующий грузинской армией во время Советско-грузинской войны (2013 год, посмертно)[6]
7. Звиад Гамсахурдия — грузинский политический деятель, бывший президент Грузии (26 октября 2013 года, посмертно)[7].
8. Мераб Костава — грузинский диссидент (26 октября 2013 года, посмертно)[7].
9. Георгий Мазниашвили — грузинский военный деятель, генерал Грузинской Демократической Республики (26 октября 2013 года, посмертно)[8].
10. Григол Перадзе — грузинский архимандрит (26 октября 2013 года, посмертно)[8].
11. Эквтиме Такаишвили — грузинский историк и археолог (26 октября 2013 года, посмертно)[8].
12. Амвросий (Виссарион Зосимович Хелая) — Католикос-Патриарх Грузии (26 октября 2013 года, посмертно)[8].
13. Михаил Церетели — грузинский историк и публицист (26 октября 2013 года, посмертно)[8].
14. Георгий Анцухелидзе — армейский сержант (1984—2008), убит в плену в ходе войны в Грузии (апрель 2013 года, посмертно)[8].
15. Зураб Иараджули — лейтенант ВВС Грузии (?—1992), погиб в войне в Абхазии (2013 года, посмертно).
16. Абакар Магомедов — лётчик ВВС Грузии (1944—1993), погиб в войне в Абхазии (2013 года, посмертно).
17. Маро Макашвили — сестра милосердия (1901—1921), погибла в советско-грузинской войне (2015 год, посмертно).
18. Гурам Габискирия — мэр Сухуми (1947—1993), погиб в грузинско-абхазской войне (27 сентября 2017 год, посмертно).
19. Зураб Чавчавадзе — грузинский диссидент (2018 год, посмертно)
20. Мамия Аласания — грузинский военный (1943—1993), полковник ВС Грузии, погиб в грузинско-абхазской войне (5 февраля 2018, посмертно)[9]
21. Автандил Иоселиани — Боец комендантской роты 24-й бригады 2-го армейского корпуса (2019, посмертно)[10]
22. Гено Адамия — грузинский военный (1936—1993), генерал-майор ВС Грузии, погиб в грузинско-абхазской войне (2020, посмертно)[11]
23. Александр Ониани — грузинский военный, младший сержант, погиб в ходе войны в Грузии (август 2021 года, посмертно)
24. Дмитрий Амилахвари — подполковник Французского Иностранного легиона (сентябрь 2021 года, посмертно)[12]
25. Миха (Михаил) Хелашвили — грузинский поэт (апрель 2022 года, посмертно)[13]